# Přímluvy
Přímluvy neboli modlitbu věřících (latinsky oratio fidelium) se modlí účastníci mší (na konci bohoslužby slova) nebo nešpor (na jejich konci) nebo Velkopátečních obřadů. Jsou doloženy už ve 2. století. V římské liturgii byly podobné dnešním velkopátečním přímluvám, avšak koncem 5. století je papež Gelasius I. podle vzoru východních církví přesunul na začátek liturgie a dal jim formu litanie, kterou měly mimo Řím. Za Řehoře Velikého došlo k jejich redukci, respektive přeměně na Kyrie, takže z oficiálních liturgických knih vymizely, avšak fakticky se udržely v Galii a odtud se znovu šířily po celé Evropě.
V rámci liturgické reformy po druhém vatikánském koncilu byly přímluvy při mši v římskokatolické církvi opět obnoveny a zařazeny na konec bohoslužby slova, tj. za vyznání víry. Probíhají zpravidla tak, že kněz, jáhen nebo pověřený laik přednese postupně jednotlivé prosby a shromáždění po každé z nich odpovídá „Prosíme tě, vyslyš nás!“. Při pronášení proseb má být zachována stanovená struktura tak, aby postupně zazněly přímluvy
- za církev a její potřeby,
- za svět,
- za trpící,
- za místní společenství.